# Albert Pratz
Albert Pratz (* 13. Mai 1914 in Toronto; † 28. März 1995 in Scottsdale/Arizona) war ein kanadischer Geiger, Dirigent, Komponist und Musikpädagoge.

## Leben
Pratz studierte zunächst in Toronto bei Broadus Farmer und Luigi von Kunits, 1933 bei Mishel Piastro in den USA und 1936–37 in Europa bei William Primrose. Daneben besuchte er Anfang der 1930er Jahre Sommerkurse bei Mischa Mischakoff. Er begann seine Laufbahn als Geiger 1929 im Rundfunkorchester der CFRB unter Leitung von Alexander Chuhaldin und debütierte 1937 bei den Promenade Symphony Concerts als Solist mit Tschaikowskis Violinkonzert unter Reginald Stewart.
Von 1933 bis 1941 war Pratz Mitglied des Toronto Symphony Orchestra sowie verschiedener Rundfunkorchester des CRBC und CBC, von 1940 bis 1943 arbeitete er zudem als Dirigent für die CBC Winnipeg. Er übersiedelte dann in die USA und diente von 1943 bis 1946 in der US Army. Bis zu seiner Rückkehr nach Kanada 1953 spielte er dann im NBC Symphony Orchestra unter Leitung von Arturo Toscanini.
Von 1953 bis 1961 war Pratz Konzertmeister beim CBC Symphony Orchestra, das er bei vielen Rundfunkauftritten dirigierte und mit dem er als Solist Violinkonzerte u. a, von Johannes Brahms, Henri Vieuxtemps, John Weinzweig und Édouard Lalo aufführte. In der gleichen Zeit unterrichtete er am Royal Conservatory of Music. Als Kammermusiker trat er 1953 mit Isaac Mamott und Glenn Gould als Trio beim ersten Stratford Festival auf, außerdem arbeitete er häufig mit seiner Schwester Frances Pratz und mit Leo Barkin zusammen.
Ab 1955 war er Konzertmeister und Sologeiger des Hart House Orchestra, das er 1960 verließ. Im Folgejahr gründete er das Canadian String Quartet, das bis 1963 bestand. Ab 1964 unterrichtete er zwei Jahre an der Brandon University. Nach einer Zeit als Konzertmeister beim Buffalo Philharmonic Orchestra ab 1965 kehrte Pratz 1969 zum Toronto Symphony Orchestra zurück, dessen Konzertmeister er bis zu seinem Rücktritt aus gesundheitlichen Gründen 1979 war.
Als Violinlehrer wirkte Pratz in den 1960er Jahren an der University of Toronto, später unterrichtete er beim National Youth Orchestra of Canada und gab privaten Unterricht. Zu seinen Schülern zählen u. a. Dean Franke, Carol Lynn Fujino, Raymond Gniewek, Myron Moskalyk, Imant Raminsh, Bill Richards, Lenny Solomon, Steven Staryk, Campbell Trowsdale, David Zafer und der Komiker Jack Benny. Als Komponist trat er mit Orchesterwerken hervor (a. a. Melanie Waltz und A Tango) von denen einige von CBC Rundfunkorchester aufgenommen wurden. Selbst nahm er mit verschiedenen Rundfunkorchestern Schallplatten als Soloist und als Dirigent auf, zudem spielte er die Soloviolinev in Louis Applebaums Musik zu dem Film Homage to Chagall von Harry Rasky. 1967 wurde Pratz mit der Canadian Centennial Medal ausgezeichnet.

## Quelle
- Albert Pratz. In:  Encyclopedia of Music in Canada. herausgegeben von The Canadian Encyclopedia (englisch, französisch).

| Personendaten    | Personendaten                                             |
| ---------------- | --------------------------------------------------------- |
| NAME             | Pratz, Albert                                             |
| KURZBESCHREIBUNG | kanadischer Geiger, Dirigent, Komponist und Musikpädagoge |
| GEBURTSDATUM     | 13. Mai 1914                                              |
| GEBURTSORT       | Toronto                                                   |
| STERBEDATUM      | 28. März 1995                                             |
| STERBEORT        | Scottsdale                                                |